# Borregaard

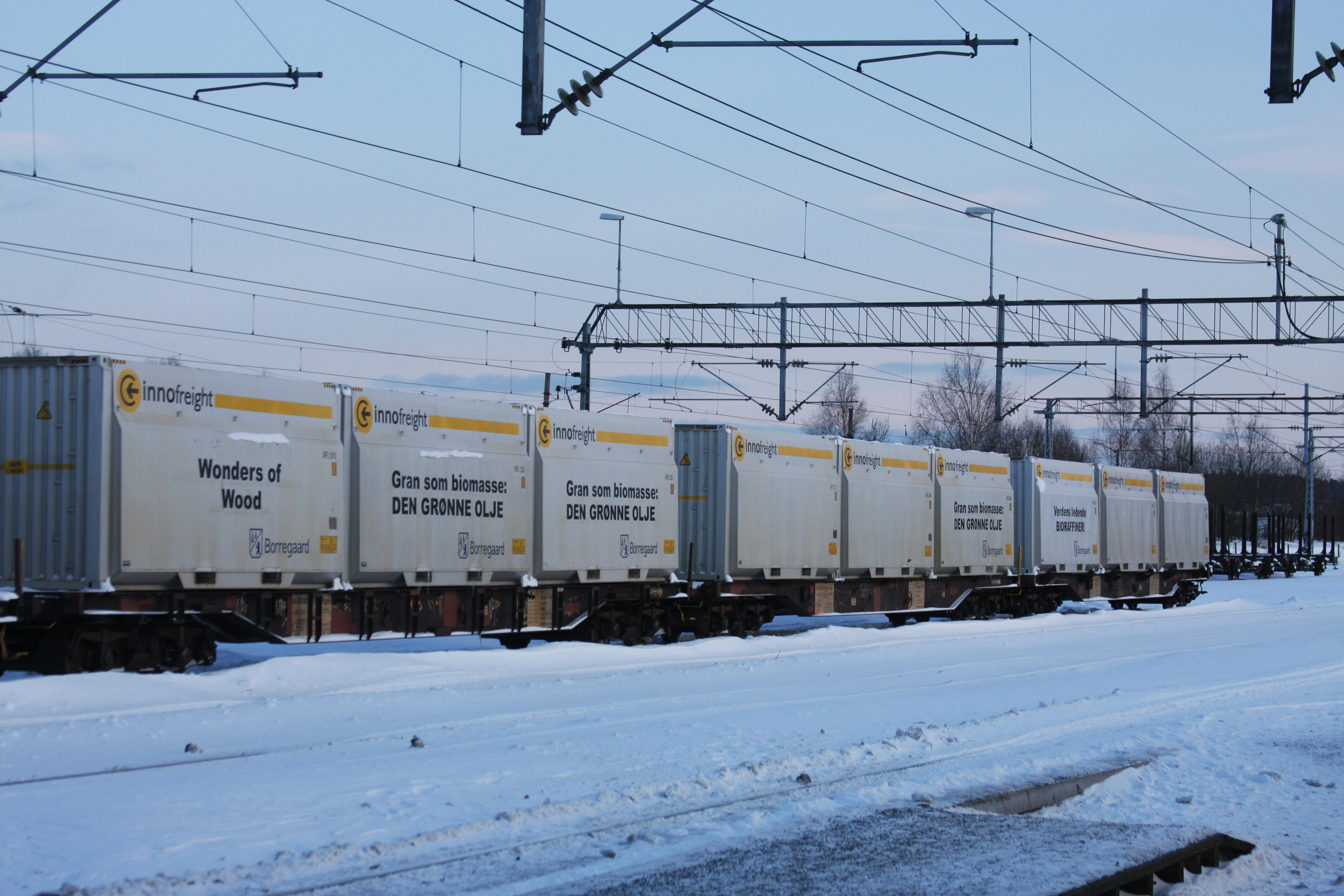
Järnvägsvagnar med granbaserad biomassa från Borregaards fabriker, Sarpsborg station.

Borregaard är en norsk industrikoncern i Sarpsborg, ägd av Orkla fram till börsnoteringen i oktober 2012. Omsättningen 2007 var 4,6 miljarder norska kronor och koncernen hade ca 1700 anställda och koncernchef är Per A. Sørlie. 
Bolaget grundades 1918 av Hjalmar Wessel för övertagande av aktierna i det brittiska bolaget The Kellner-Partington paper pulp Company Limited, som bland annat ägde Borregards pappersmassefabrik och Sarpsborgs pappersbruk. 1929 köpte man även Edsvalla pappersbruk, Båtstads AB, 4/5 av aktierna i Mölnbacka Trysil, samt aktierna i Aktieselskapet Hafslund sulfitfabrik, Gravbergskovens aktieselskap, Aktieselskapet Hurum fabrikker, Bamle aktie cellulosefabrik och Waterfalls paper mills i Maine, USA. Bolaget ägde även Askim Gummivarefabrik.
1986 gick Orkla Industrier och Borregaard ihop till koncernen Orkla Borregaard.